# Skyscraper (노래)
〈Skyscraper〉는 데미 로바토의 노래이다. 세 번째 정규 앨범 《Unbroken》의 리드 싱글이다. 빌보드 핫 100 10위와 영국 싱글 차트 7위를 한 곡이다. 미국 음반 산업 협회(RIAA) 인증 플래티넘 등급을 받은 곡이다.

## 곡 목록
"Skyscraper" – Digital download
1. "Skyscraper" – 3:43
2. "Skyscraper (Instrumental)" – 3:39

"Rascacielo" – Digital download
1. "Rascacielo" – 3:42